# Троицкий завод
Троицкий (также Солика́мский, Талицкий) медеплави́льный и железоде́лательный заво́д — небольшой металлургический завод на Западном Урале, действовавший с 1730 до 1770 года на реке Талице, притоке Усолки.

## История
Завод строился соликамским посадским человеком М. Ф. Турчаниновым, занимавшимся поставками медной руды на казённые заводы, на реке Талице, притоке Усолки, в 3 верстах от Соликамска. Земля под строительство была куплена у казны. Первый указ Берг-коллегии о строительстве завода был подписан 25 августа 1729 года. В 1730 году Турчанинов получил от В. де Геннина уведомление о том, что казна продолжит покупать у него медную руду только при условии строительства собственного медеплавильного завода. Повторный указ Берг-коллегии был издан 12 марта 1731 года.
Строительные работы начались 20 июля 1730 года, первая плавка 15 пудов меди состоялась 28 мая 1731 года. По данным 1731 года, в составе завода работали 2 медеплавильных печи, гармахерский горн и вспомогательное оборудование. Завод имел лесные отводы верховьях Камы, производство угля осуществлялось вблизи Соликамска.
В 1733 году завод перешёл в собственность вдовы М. Ф. Турчанинова Анны, а в 1734 году — Алексея Фёдоровича Турчанинова (Васильева), тобольского посадского человека, женившегося на ней.
В 1734 году на Троицком заводе было выплавлено 680 пудов меди, в 1735 году — 633 пуда, в 1736 году — 893 пуда, в 1739 году — 1012 пуда, в 1740 году — 1018 пудов меди. Завод испытывал нехватку руды, что ограничивало рост объёмов производства. 1 января 1743 года была запущена фабрика по производству медной посуды, позднее пострадавшая от пожара и вновь запущенная в 1745 году. Фабрика работала с частыми остановками. Товарная посуда сбывалась на местном рынке, а также на Ирбитской и Макарьевской ярмарках. Есть сведения, что посуда Троицкого завода поставлялась императорскому дому.
По данным 1756 года, на фабрике медной посуды работали 2 самодувных печи для переплавки меди, молотовая и токарная мастерские. Во второй половине 1750-х — начале 1760-х годов фабрика работала стабильно, её продукция пользовалась спросом, в том числе в Санкт-Петербурге.
В 1750 году А. Ф. Турчанинов получил право на разработку заброшенных казённых рудников. Всего в распоряжении завода имелось 7 медных рудников. После того, как он начал добычу руды, от Пермского горного поступил запрет на добычу меди. Турчанинов пренебрёг этим и вывез добытую руду на завод. Чиновники не стали применять к нему санкций, но в 1762 году Берг-коллегия потребовала 2 % от прибыли завода в качестве компенсации за эту руду.
23 мая 1770 года из-за истощения рудников Троицкий завод был остановлен. За 39 лет работы завод выплавил 25 060 пудов меди. На момент закрытия на заводе и рудниках трудилось 178 мастеровых и работных людей. По данным 1771 года, на заводе имелись 2 медеплавильных печи, 5 печей для обжига роштейна, расковочная фабрика с 1 молотом и 1 горном, латунная фабрика с 2 печами и 1 горном, меднопосудная фабрика с 9 расковочными и 1 гладильным молотом.